# Griffes d’Ange
Griffes d’Ange ist ein grafisches Gedicht und Comic des chilenischen Autors und Mystikers Alejandro Jodorowsky und des französischen Comic-Zeichners Moebius. In dem Werk zeigen die beiden Männer die Entwicklung einer sexuell unterentwickelten/unterdrückten Frau, die sich durch sadomasochistische Experimente und Erfahrungen von dem in ihr übermächtigen Vaterbild löst und sexuelle sowie spirituelle Erleuchtung erfährt.

## Inhalt
Bei der Beerdigung des Vaters einer jungen Frau, Griffes d’Ange, weigert sich der Tote, in der Erde zu verschwinden. Er will mit seinen Witwen tanzen. Nur unter Anstrengungen kann er unter den Leichen seiner Witwen begraben werden. Die junge Frau kehrt in die Stadt zurück und folgt einem starken Spermageruch in ein geheimnisvolles Haus. Dort erwartet sie ihr Vater mit einer Erektion und fordert von ihr den Diamanten ihres Menstrualbluts. Sie gibt ihm das Blut; er schneidet sich den Penis ab, überströmt sie mit seinem Blut und fordert sie auf, die Vergangenheit zu erforschen. Sie betritt das Haus und erlebt verschiedene Szenen, in denen Mutter, Vater, Unendlichkeit, alle Arten des Sadomasochismus sowie einige Formen der „Body Alteration“, darunter das verschließen ihrer Vagina, eine Rolle spielen. Schließlich erhält sie einen Penis.
Sie kehrt zum Grab ihres Vaters zurück, wo sie ein junger männlicher Engel erwartet, mit dem sie Sex hat. Nun versteht sie, dass männliche Sexualität nicht unterdrückend sein muss. Daraufhin verlässt sie ihren Körper und erlebt eine Art Erleuchtung.

## Veröffentlichung
Das Werk erschien erstmals 1994 bei Les Humanoïdes Associés; 1996 erschien die deutsche Ausgabe unter dem Titel Des Engels Kralle in der Edition Kunst der Comics.

## Entstehung
Jodorowsky beschrieb den Impuls für das Werk wie folgt: „Ich habe gerade mit Moebius ein 70-seitiges Pornowerk geschaffen; beschrieben wird die Initiation eines Mädchens mit Ödipuskomplex in fantastischen Zeichnungen, eine Zeichnung pro Seite. Ziel war es, zu zeigen, dass man auch aus den Elementen des Hardcore-Porno und des Sadomasochismus Kunst schaffen kann.“